# Zurab Sak'andelidze
Zurab Sak'andelidze (in georgiano ზურაბ საკანდელიძე?; Kutaisi, 9 agosto 1945 – Tbilisi, 25 gennaio 2004) è stato un cestista e allenatore di pallacanestro sovietico.
Dal 2023 fa parte del FIBA Hall of Fame in qualità di giocatore.

## Carriera
Ha militato sia da giocatore che da allenatore nella Dinamo Tbilisi e, nella Nazionale di pallacanestro dell'Unione Sovietica, vinse la medaglia d'oro alle Olimpiadi di Monaco di Baviera nel 1972 dopo una famosa finale contro gli Stati Uniti d'America.